# ジパング (鉄道車両)
ジパングは、かつて東日本旅客鉄道（JR東日本）が2012年（平成24年）から2021年（令和3年）まで保有していた鉄道車両（電車）で、ジョイフルトレインと呼ばれる車両の一種である。
本項では「ジパング」を使用して運行された臨時列車群についても記述する。

## 概要

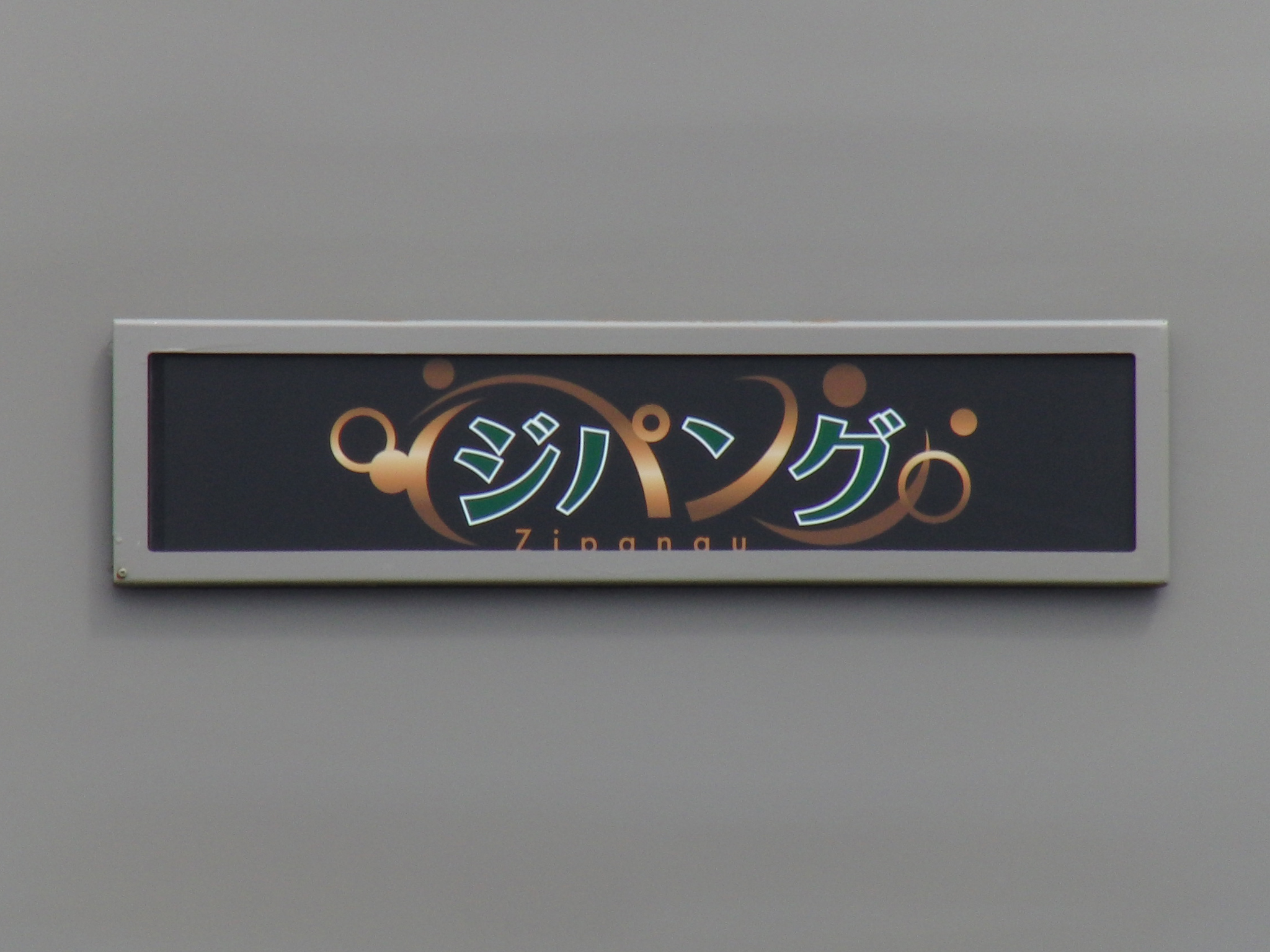
ロゴ入りサボ

「東北地区の歴史と自然」、2011年（平成23年）に世界遺産に登録されたばかりの「平泉」への期待を感じさせるデザインとした、ジョイフルトレインである。
2012年（平成24年）4月から6月まで開催された「いわてデスティネーションキャンペーン」に合わせて同年4月1日より運行を開始した。
2021年10月10日の団体専用列車をもって運行を終了した。運用終了後は郡山総合車両センターに回送され、全車両が解体された。

## 改造内容
外観は「落ち着き、重厚感の中にあるさりげない煌（きら）びやかさ」をデザインコンセプトとしたもので、水の流れを墨色、山のイメージをねずみ色として、さらに平泉に繁栄をもたらした金（砂金、金箔）を表現している。先頭車には華やかさと雄大な自然をイメージした金と緑で「ジパング」のロゴマークが描かれている。
1・4号車は、「リゾートやまどり」への改造で余剰となっていた高崎車両センター所属のお座敷列車「やまなみ」の先頭車であるクロ485-4・クロ484-6が種車。視認性向上のため前面上部に前照灯を増設したほか、保安装置はATS-Ps、床下には容量160kVAの電動発電機（MG）と空気圧縮機を搭載する。また台車はTR69H形を装着する。
室内は乗務員室直後の展望席は前方を向いたベンチシートに、お座敷構造であった室内は側面方向を向いた2人掛けのペアシートが展開する普通車化を行った。デッキ部のトイレは撤去した。デッキ付近は平泉観光への期待を高めるフリースペースとされ、「現代と平安時代を映像と光で演出する幻想的な非日常空間」をコンセプトとして、行灯風の照明と漆塗り風の化粧板により幻想的なイメージが演出されている。
2・3号車は、1998年に3000番台化改造を施工された青森車両センター所属のモハ485-3014・モハ484-3014が種車。側面方向幕を撤去してサボ受けを新設し、車内では座席モケットを取り替えるなどの再改造を受けた。車椅子対応座席は3号車に設置し、トイレは車椅子対応の洋式トイレ、男性用小トイレ、洗面台を備えている。
このため先頭車2両は屋根をドーム状とし冷房装置はAU714形集約分散式を車端部屋根上に搭載するが、中間車2両はモハ485-3014がAU13EN形分散式を5基、モハ484-3014がAU71A形集中式を搭載するなど、構体には違いがある。

## 編成表
485系電車を種車とする4両編成である。2012年に郡山総合車両センターで改造工事を施工し、盛岡車両センターに配置された。改造に伴い中間車は3000番台に変更ないが、先頭車は700番台に改番された。
| ジパング | ← 一ノ関盛岡 →              | ← 一ノ関盛岡 →                  | ← 一ノ関盛岡 →                  | ← 一ノ関盛岡 →              |
| 号車番号 | 1                           | 2                               | 3                               | 4                           |
| 車両番号 | クハ485-704 （旧クロ485-4） | モハ485-3014 （旧モハ485-1014） | モハ484-3014 （旧モハ484-1014） | クハ484-704 （旧クロ484-6） |
| 車両定員 | 24人                        | 72人                            | 58人                            | 24人                        |
| 車内     | 展望車                      | 普通車                          | 普通車                          | 展望車                      |

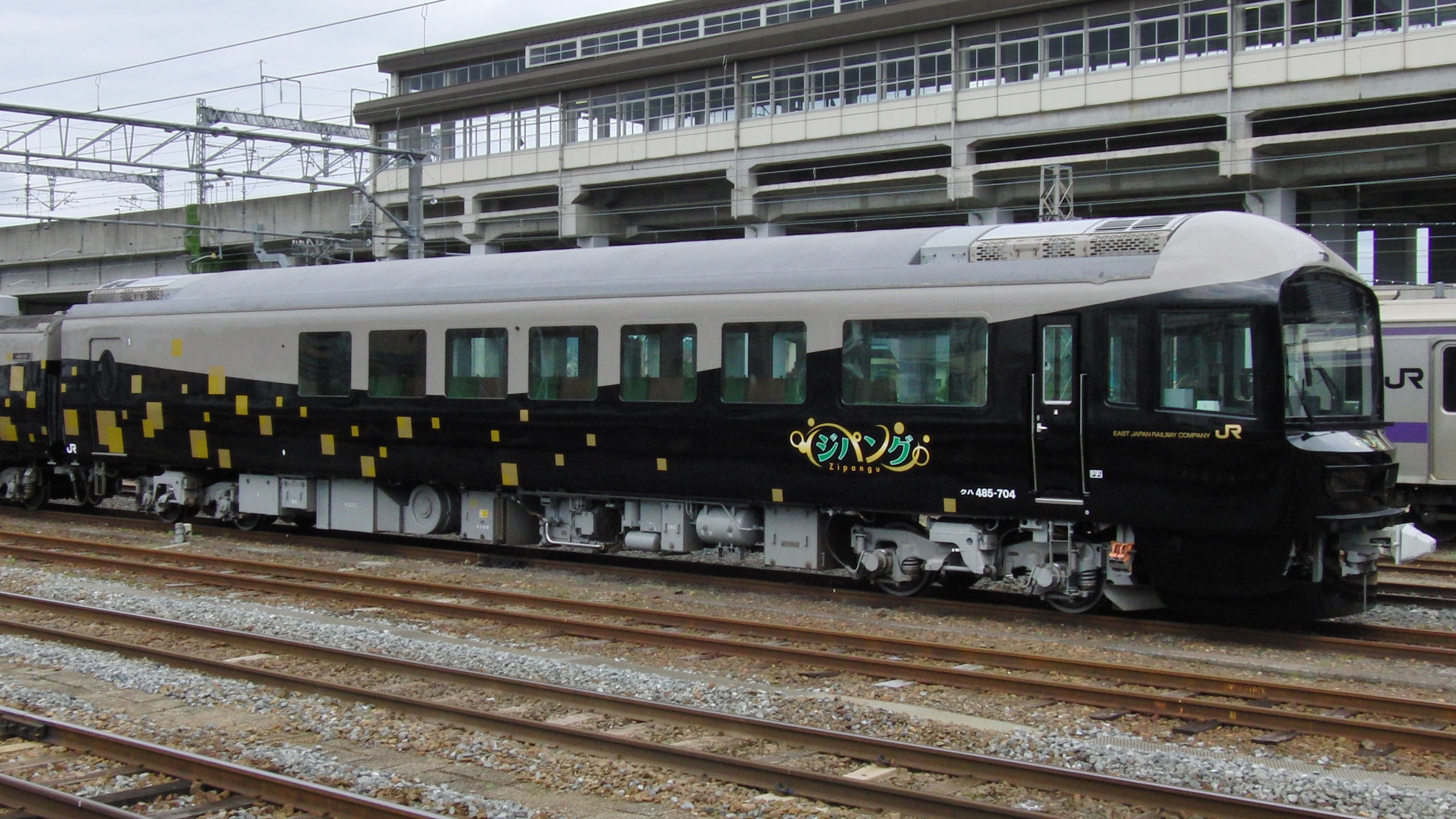
1号車 クハ485-704
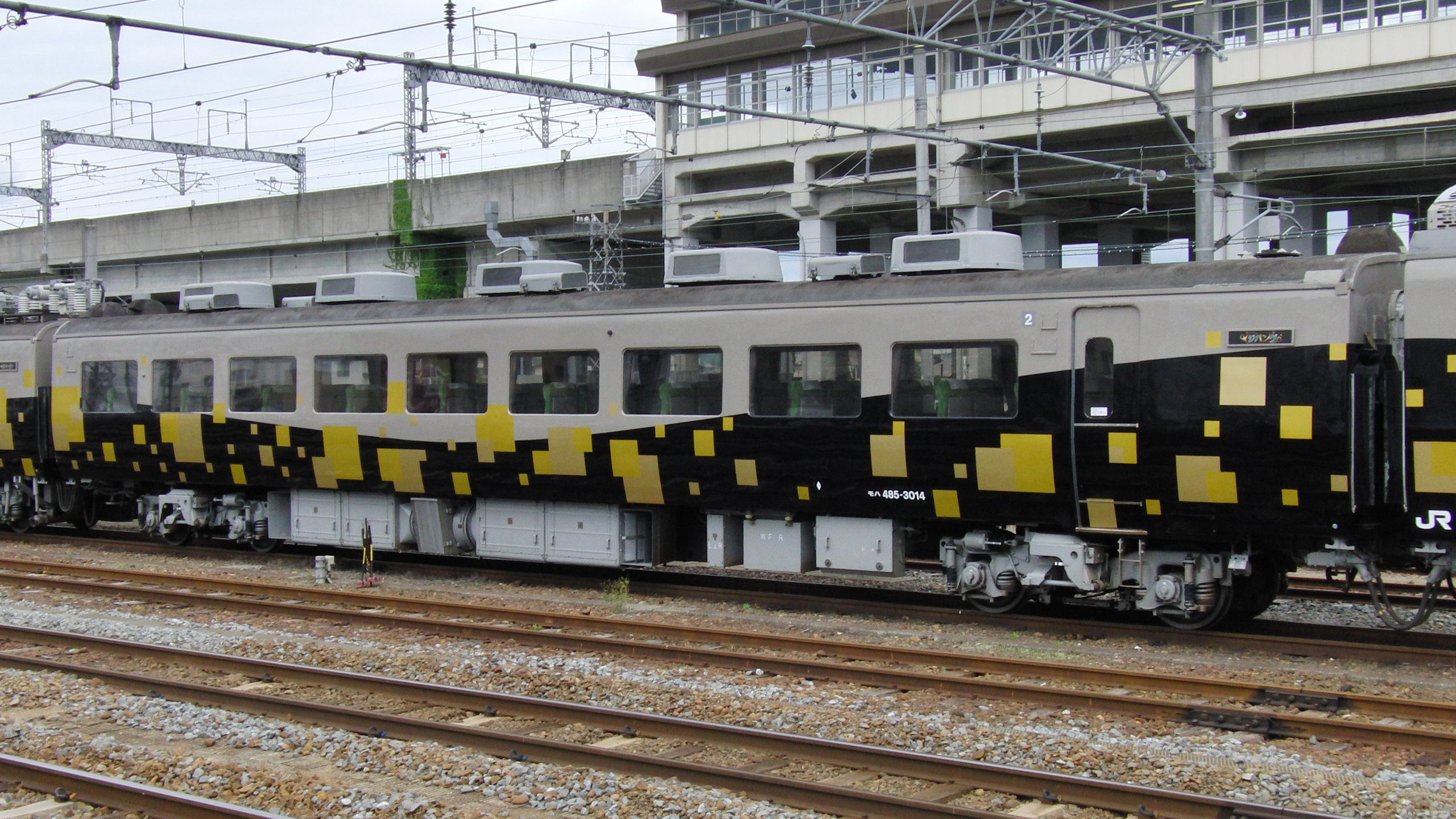
2号車 モハ485-3014
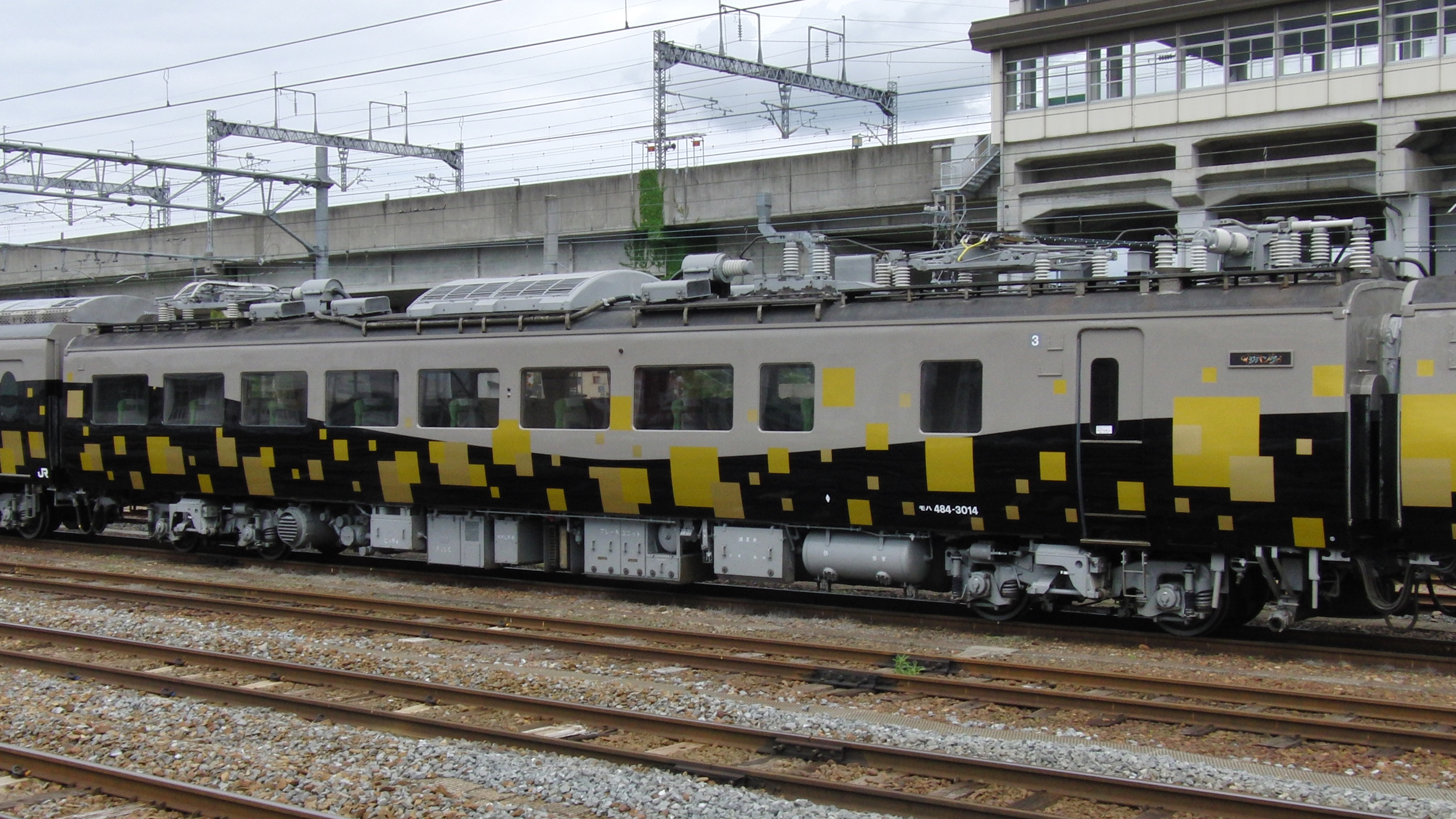
3号車 モハ484-3014
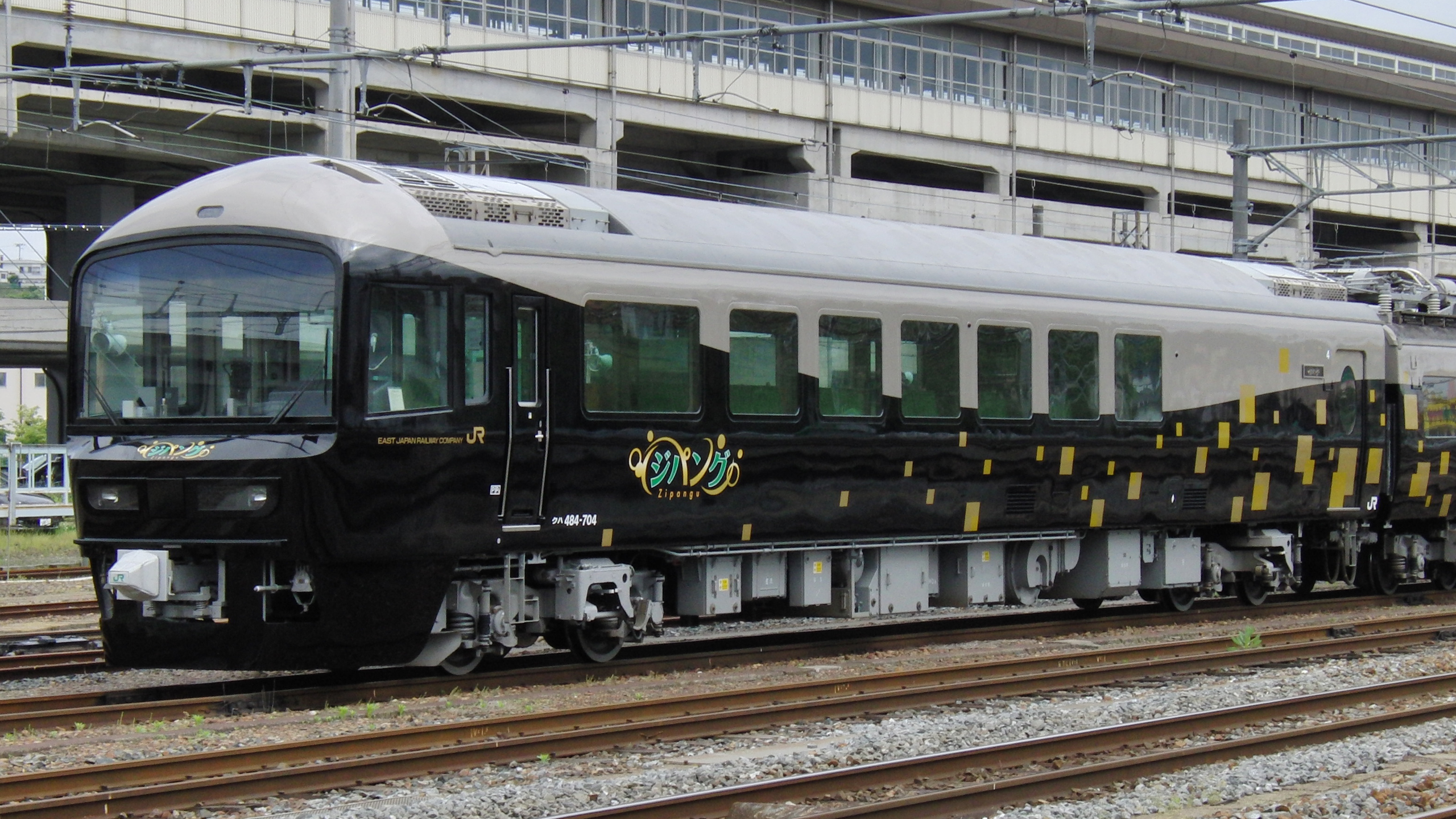
4号車 クハ484-704
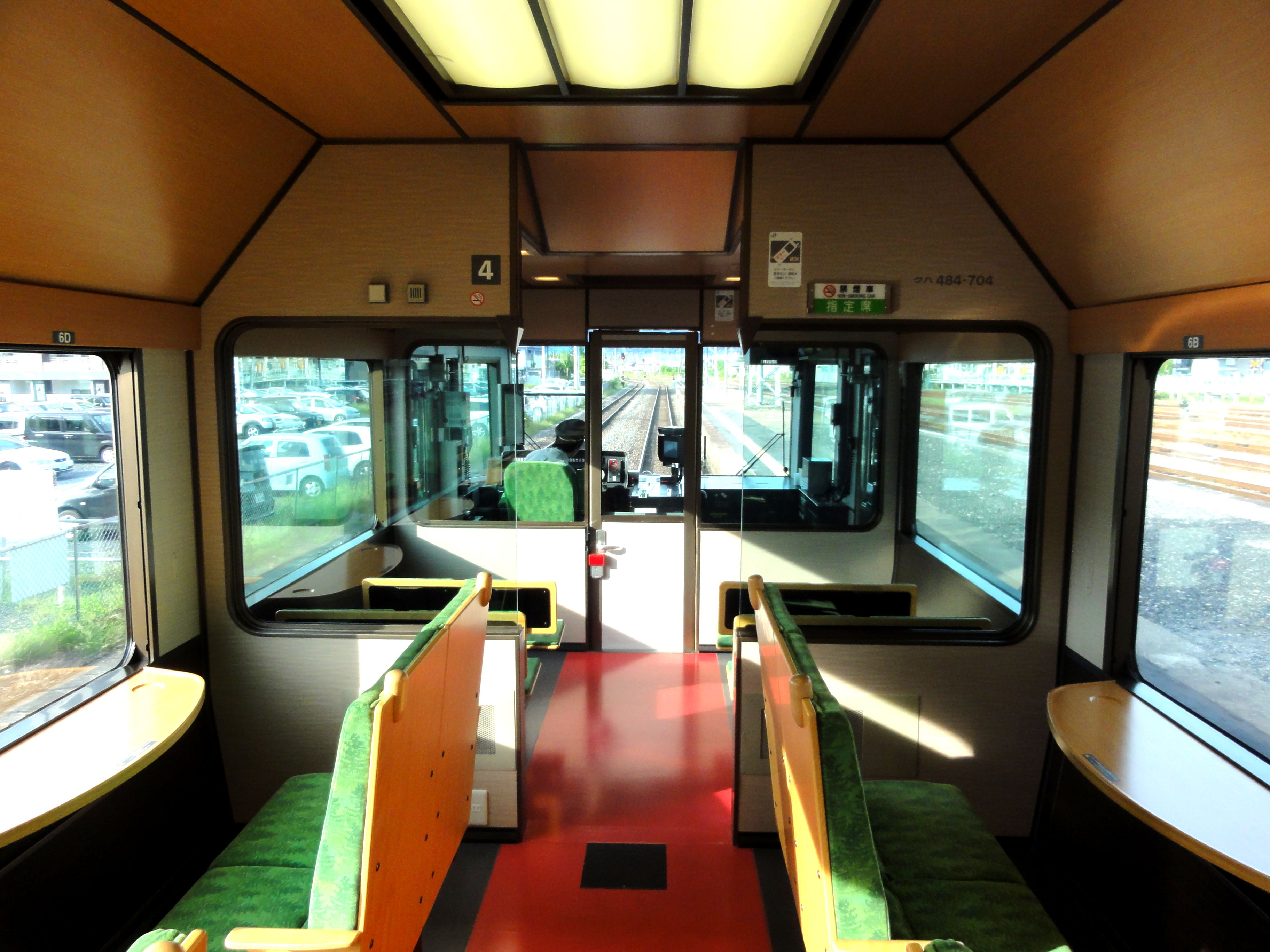
展望室
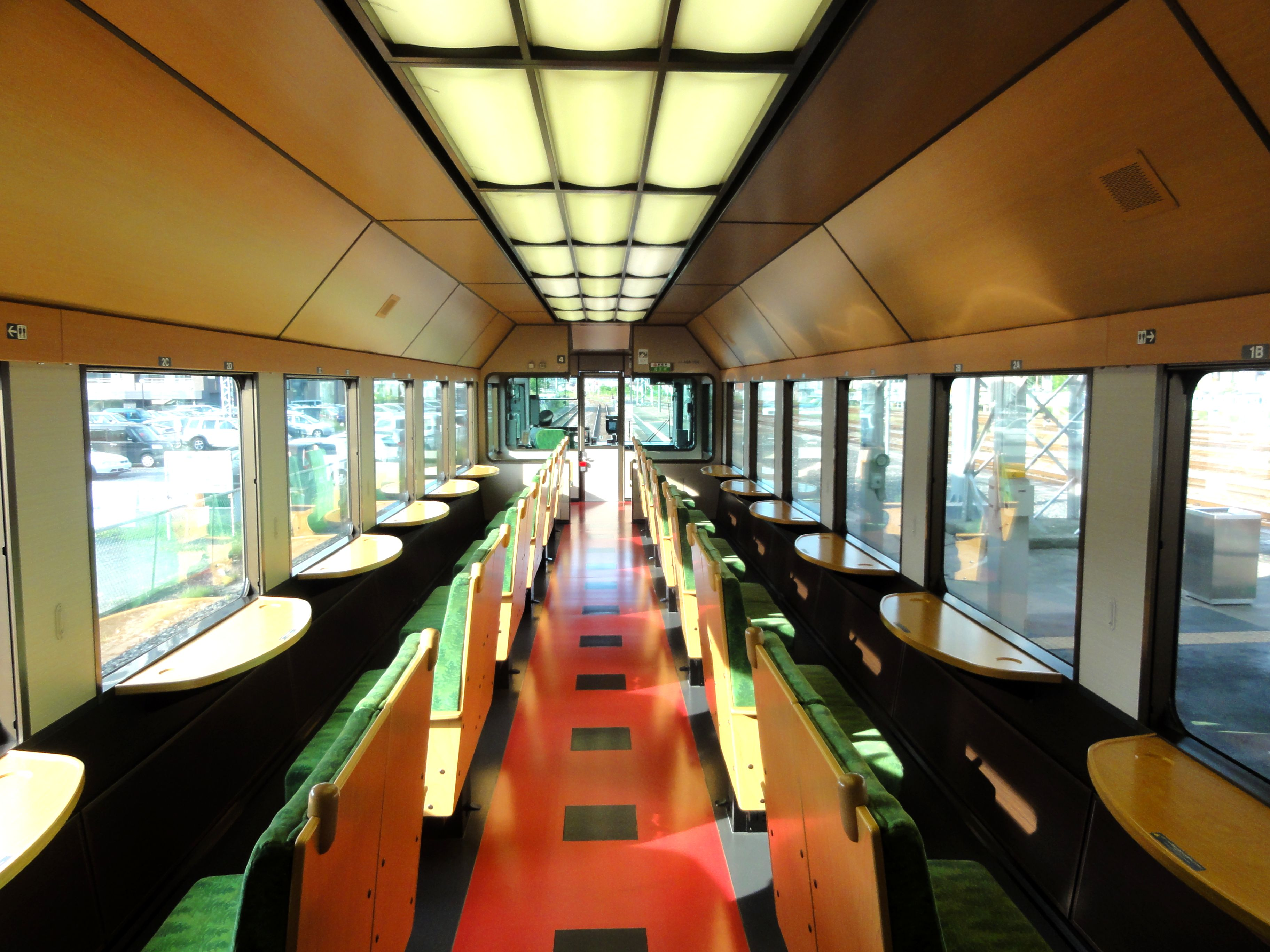
展望車車内
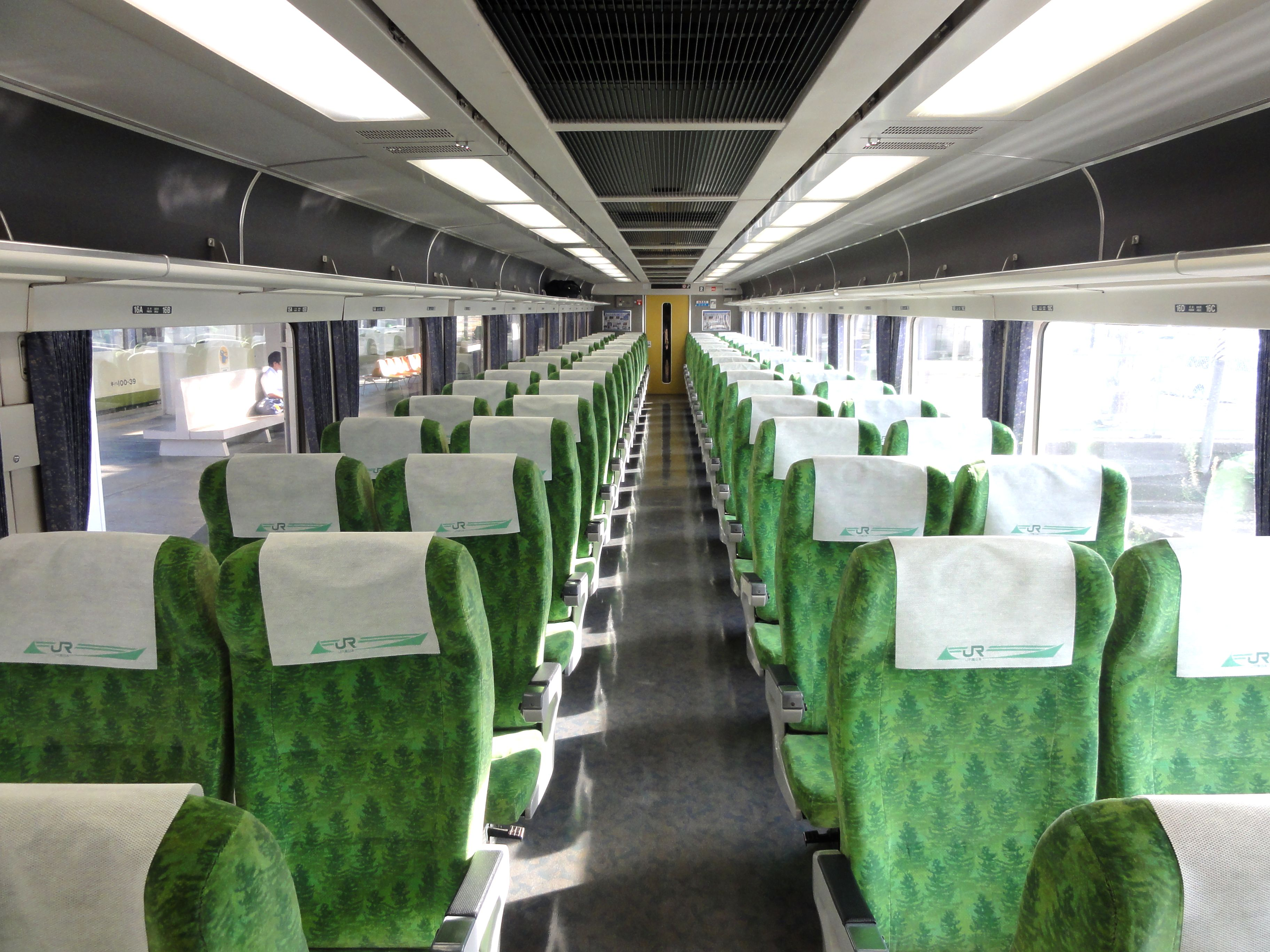
普通車車内
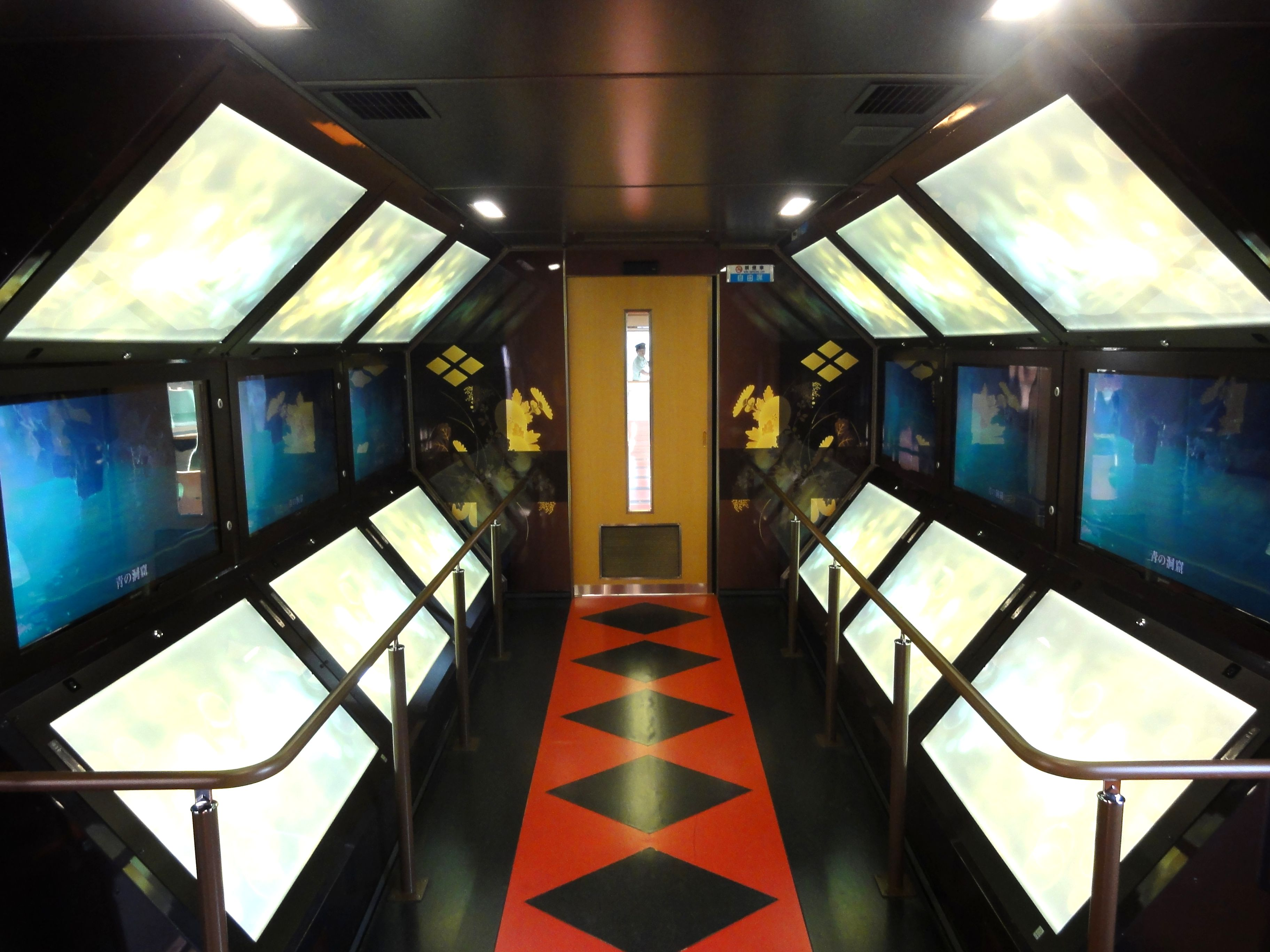
デッキ部分

## 運用
いわてデスティネーションキャンペーン開催中は盛岡 - 一ノ関間で「平泉世界遺産号」のほか、一ノ関 - 水沢間の「世界遺産リレー号」や一ノ関 - 北上間の「展勝地さくら号」にも充当された。
- 「平泉世界遺産号」では1号車と2号車が自由席、3号車と4号車が指定席[3]。「世界遺産リレー号」および「展勝地さくら号」では全車自由席とされた[8]。

キャンペーン終了後は、盛岡 - 一ノ関間の「ジパング平泉」が中心的な運用となった。また2017年からは毎年4月上旬の土日に仙台支社へ貸し出され「ジパング花めぐり号」として仙台 - 郡山間で運転されていた。また年末の忘年会シーズンに盛岡 → 一ノ関間で運行される｢ジパング忘年ライナー｣も2019年まで設定されていた。
東北各地の団体臨時列車や盛岡支社内の臨時列車としての運行実績もある。

### ジパング平泉
いわてDC終了後の本車両の基本運用で、「のってたのしい列車」時代のホームページにもこの列車が記載されていた。2021年9月26日に運行を終了した。
主に土休日に設定され、1日2往復の運転であった。1・4号車が指定席、2・3号車が自由席となっていた。
停車駅
一ノ関駅 - 山ノ目駅 - 平泉駅 - 前沢駅 - 水沢駅 - 北上駅 - 花巻駅 - 矢幅駅 - 盛岡駅

### ジパング忘年ライナー
2014年から、毎年12月下旬の数日間に設定されていた。盛岡発の片道1本で、1号車のみ指定席であった。
毎年運行されていたが、新型コロナウイルスの感染拡大もあって2019年の運行が最後となった。
停車駅
盛岡駅 → 矢幅駅 → 紫波中央駅 → 日詰駅 → 花巻駅 → 北上駅 → 水沢駅 → 前沢駅 → 一ノ関駅

### ジパング花めぐり号
2017年から、毎年4月上旬の土休日に設定されていた。1日1往復で、全車指定席であった。
2021年春にも運行予定だったが中止されたため、最終運行は2020年となった。
2022年からは同区間で停車駅そのままに、キハ110系2両編成を使用した全車指定席の快速「花めぐり号」が運転されている。
停車駅
郡山駅 - 本宮駅 - 二本松駅 - 福島駅 - 白石駅 - 大河原駅 - 船岡駅 - 岩沼駅 - 名取駅 - 仙台駅